# Brasão de armas da Tanzânia
O brasão de armas da Tanzânia é composto por um escudo de guerreiro que tem uma porção dourada na parte superior, tendo por baixo a bandeira da Tanzânia.
A porção dourada representa os minerais da República Unida; a porção sob a bandeira simboliza o rico solo fértil da África; enquanto as bandas onduladas representam a terra, o mar, os lagos e as linhas costeiras da República Unida.
Na parte dourada da escudo aparece uma tocha significando liberdade (UHURU), iluminação e conhecimento; a lança significa defesa da liberdade, e o machado cruzado com a enxada simbolizam as ferramentas que o povo da Tanzânia utiliza no desenvolvimento do país.
Apoiando o escudo está uma representação do Monte Kilimanjaro. Marfins são apoiados por um homem e uma mulher, com uma planta de cravo-da-índia aos pés do homem e uma de algodão aos pés da mulher indicando o tema da cooperação.
O lema da República Unida - Uhuru na Umoja - está escrito em swahili e significa "Liberdade e Unidade".